# Jakob Sprenger (Linguist)

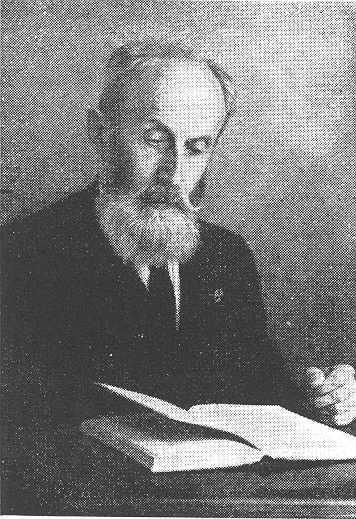
Jakob Sprenger

Jakob Sprenger (* 8. Mai 1872 in Speicher AR; † 1951 in Gams SG?) war von 1948 bis 1950 Cifal der Volapük-Bewegung. Bekannt geworden ist er auch als früher Anhänger der Freiwirtschaftslehre des deutsch-argentinischen Kaufmanns und Geldtheoretikers Silvio Gesell (1862–1930).

## Leben und Wirken
Jakob Sprenger wurde als Sohn römisch-katholischer Eltern geboren. Er war das sechste von insgesamt sieben Geschwistern (darunter fünf Brüder und zwei Schwestern) und wuchs in einfachen bäuerlichen Verhältnissen auf. Nach dem Besuch der Volksschule in Speicher AR wechselte er 1887 zunächst an das Gymnasium in Einsiedeln SZ und ein Jahr später an eine ähnliche Einrichtung in Fribourg/Freiburg. Nach der Reifeprüfung immatrikulierte er sich an der Fribourger Universität, um – dem Wunsch seines Ortspfarrers entsprechend – Theologie zu studieren. Er empfand jedoch alsbald, dass er für den Beruf eines Geistlichen nicht die erforderlichen Voraussetzungen mitbrachte, und beschloss Gymnasiallehrer zu werden. Er wechselte daher zu den Fächern Geschichte und Literatur. Wegen finanzieller Schwierigkeiten, in die sein Vater geraten war, sah er sich gezwungen, das begonnene Studium abzubrechen. Er arbeitete zunächst als Buchhalter und später als Assistent des Schweizer Ingenieurs und äthiopischen Außenministers Alfred Ilg, unter dessen Leitung unter anderem die Eisenbahnlinie von Addis Abeba nach Djibuti zwischen 1894 und 1917 entstand. Nach einigen Jahren im Dienst des römisch-katholischen Pfarrers Johann Martin Schleyer, des Erfinders der Plansprache Volapük, machte Jakob Sprenger sich als Stickereifabrikant selbständig. Der Erste Weltkrieg und seine wirtschaftlichen Folgen ließen das anfänglich erfolgreiche Unternehmen jedoch scheitern.

### Freiwirtschaftler
Nach seiner gescheiterten Unternehmertätigkeit beschäftigte sich Sprenger mit ökonomischen und sozialen Fragen. Dabei stieß er auf die von Silvio Gesell entwickelte Theorie einer Natürlichen Wirtschaftsordnung, die auch in der Schweiz ihre Anhänger, die sogenannten „Freiwirtschaftler“ hatte. Untersucht man seine freiwirtschaftlichen Schriften, so fällt der betont christliche Hintergrund auf, vor dem er die Gesellsche Lehre entfaltete. So knüpfte er zum Beispiel an das bekannte Jesus-Wort an, das Gottes-Dienst und Mammondienst für unvereinbar erklärte: „Niemand kann zwei Herren dienen: Entweder er wird den einen hassen und den andern lieben, oder er wird an dem einen hängen und den andern verachten. Ihr könnt nicht Gott dienen und dem Mammon zugleich.“ (Mt 6,24 ) „Mammondienerschaft“ bedeutete für Sprenger die „ausbeuterische und arbeitslose Besitzvermehrung durch den Zins“.
Jakob Sprenger, der zeitweilig seinen Wohnsitz in Eschen / Fürstentum Liechtenstein hatte, wurde zum „treibenden Kopf“ der liechtensteinischen Freiwirtschaftsbewegung. Sie organisierte sich als Freiwirtschaftsbund und gab eine eigene Wochenzeitung heraus. Örtliche Schwerpunkte waren Triesen, Schaan und Eschen. Ab Dezember 1932 führten Mitglieder des Bundes in Triesen ein sogenanntes Freigeld- beziehungsweise Wäraexperiment durch. Ähnliche Feldversuche gab es im bayerischen Schwanenkirchen, im österreichischen Wörgl, auf der ostfriesischen Insel Norderney und in vielen anderen Orten. Bereits im Januar 1933 verboten die liechtensteinischen Behörden das Experiment.

### Volapükist
Bereits als 12-Jähriger stieß Sprenger auf die nur wenige Jahre zuvor entwickelte Plansprache Volapük (deutsch: Weltsprache). Einer Anekdote zufolge hatte er davon durch eine Zeitung erfahren, in die seine Mutter ein Stück Käse eingeschlagen hatte. Er besorgte sich eine Volapük-Grammatik, die ihm aber vom Ortspfarrer weggenommen wurde. Begründung war, er solle sich in seinem Alter auf den Erwerb der lateinischen Sprache konzentrieren. Nur wenige Jahre später eignete sich Sprenger die damals noch junge Plansprache als Autodidakt an. 1891 erwarb er bei Johann Martin Schleyer die Lehrbefähigung für Volapük und begann sowohl in Speicher als auch in Fribourg die Kunstsprache zu unterrichten. Um den Spracherwerb seiner Schüler zu verbessern, gründete er „Clubs“, bei deren Sitzungen ausschließlich Volapük gesprochen werden durfte. Schleyer, bei dem er vorübergehend als Sekretär angestellt war, verlieh ihm dafür eine Reihe von vereinsinternen Titeln; er avancierte so zum Oberlehrer, Präsidenten und „Volapük-Professor“.
Nach Schleyers Tod im Jahr 1912 gehörte Sprenger gemeinsam mit Arie de Jong und Albert Sleumer zum Führungszirkel der Volapük-Bewegung, die vor allem in den 1920er Jahren einen starken Zuwachs zu verzeichnen hatte. Zwischen 1921 und 1935 gab er die Volapük-Fachzeitschrift Nüniel (= Der Informant) heraus. Einige Jahre nach dem Zweiten Weltkrieg wurde Sprenger zum vierten Cifal des Verbandes. Einer von ihm versuchten Reorganisation der Bewegung war jedoch nur geringer Erfolg beschieden. Allerdings veröffentlichte er in den Nachkriegsjahren eine Reihe von Volapük-Lehrbüchern. Sein Amt als Cifal übergab er 1950 aufgrund einer schweren Erkrankung an den Sprachforscher Johann Schmidt. In seinem Amtsübergabe-Erlass heißt es:

„Erlass für alle Volapükisten der Erde. Wie ich dies schon meinem Vorgänger im Amte stimacifal vpanefa Prof. Dr. theol. Dr. phil. Albert Sleumer, Studiendirektor a.D. wohnhaft in Bad Godesberg a. R. (Deutschland) im Sept. 1948 ausdrücklich erklärt habe, soll mein Nachfolger im Cifalamte der Volapükakademie Herr Joh. Schmidt kademan vpa, wohnhaft in Weisskirchen am Taunus, Bahnhofstraße 20 (Deutschland) werden. Herr Schmidt hat sich nicht nur reiche Verdienste um die Förderung des Volapük in mehr als zwanzigjähriger Tätigkeit erworben, ich selbst habe ihn auch gelegentlich seines mehrwöchigen Aufenthaltes in der Schweiz im Herbst 1949 als einen ebenso getreuen, wie hilfsbereiten und erfahrenen Menschen kennen und schätzen gelernt, dem ich das hohe Amt eines Cifals mit vollem Vertrauen übertragen kann und hiermit übertrage. Möge Gottes Hilfe seine opfervolle Tätigkeit im Interesse unseres geliebten Volapük segnen.“

Sprengers Tochter Ria Berger verkaufte die Schleyer-Bibliothek nach dem Tod ihres Vaters 1951 an Hanns Martin Schleyer (1915–1977), den Großneffen des Volapük-Erfinders. Sprenger hatte die umfangreiche linguistische Büchersammlung 1927 übernommen, ohne allerdings dafür den vereinbarten Betrag an die Erben Johann Martin Schleyers zu entrichtet zu haben.

## Veröffentlichungen (Auswahl)

Titelseite der Sprenger-Broschüre von 1915

### Herausgeber
- Volapük-Fachzeitschrift Nüniel (1921–1935)

### Autor
Jakob Sprenger schrieb zu freiwirtschaftlichen Themen meist unter dem Pseudonym Theseus, hin und wieder auch unter Offenherz.
- Zins ist Diebstahl. Lasst los, dann fällt er! (1915)
- Der Weg zum Ziel. Einführende Schrift in die Natürliche Wirtschaftsordnung – Freigeld, Absolute Währung, Freiland. Siegfried-Verlag: Gams 1921.
- Ist die Freiwirtschaft mit der katholischen Religion im Widerspruch? (1. Teil). Siegfried-Verlag: Gams o. J.
- Warum?? Darum!!!: Eine Gewissenserforschung, die heute am Platz wäre (Manuskriptdruck). Siegfried-Verlag: Gams o. J. [1934].
- Wie in der Schweiz eine Mobilisation laut Bundesbrief vom 1. August 1291 (mit welchem man sich immer brüstet) aussehen würde, und warum dem nicht so ist!?! Gams 1940.
- Vom Unsinn und den Verbrechen des Zinses, dem Haupturheber der Kriege und Revolutionen. Winkelriedverlag: Gams 1946.